# Llanrug
Llanrug es una localidad situada en Gwynedd, Gales (Reino Unido). Según el censo de 2011, tiene una población de 1916 habitantes.
Está ubicada al noroeste de Gales, junto a la península de Lleyn, el parque nacional Snowdonia y la costa de la mar de Irlanda, y frente a la isla de Anglesey.